# Norwegian Wood (This Bird Has Flown)
"Norwegian Wood (This Bird Has Flown)" (còn thường được gọi ngắn gọn là "Norwegian Wood" – gỗ Na Uy) là một sáng tác nổi tiếng của ban nhạc The Beatles. Ca khúc nằm trong album thứ sáu của họ, Rubber Soul (1965). "Norwegian Wood" được tạp chí Rolling Stone xếp thứ 12 trong danh sách 100 bài hát xuất sắc nhất của The Beatles và đứng thứ 83 trong danh sách "500 bài hát vĩ đại nhất".
Ca khúc được sáng tác chính bởi John Lennon, và Paul McCartney tham gia hoàn thiện phần ca từ. Điều đặc biệt nhất và gây nhiều sự tò mò nhất, ngoài nhan đề của bài hát, đó chính là việc George Harrison quyết định sử dụng đàn sitar thay cho guitar để làm lead cho giai điệu.

## Sáng tác
Bài hát đi theo một trong những chủ đề chính của nhạc rock: tình dục. Lennon bắt đầu viết ca khúc này vào tháng 1 năm 1965 khi đang đi nghỉ cùng vợ Cynthia ở Thụy Sĩ. Anh giải thích: "Tôi rất thận trọng vì phải cố gắng viết về một điều gì đó mà không muốn vợ tôi cũng có thể hình dung ra được tôi muốn tôi làm điều đó. Tôi liền viết về mấy kinh nghiệm của tôi, về vài cô gái nhạt nhẽo, kiểu thế. Tôi luôn có những khái niệm đó trong đầu, vấn đề tôi cần diễn đạt chúng ra. Nó như kiểu cần một màn khói mờ để che giấu đi vậy. Thực ra tôi cũng không nhớ tôi viết về ai nữa."
Lennon cũng nói rằng Paul McCartney là người hỗ trợ anh hoàn thiện lời của bài hát. Sau này, McCartney có giải thích: "Paul Asher (anh trai của bạn gái McCartney, Jane Asher) có một căn phòng được trang trí hoàn toàn bằng gỗ, hầu hết là từ Na Uy. Đó đều là thông, thực sự là loại thông tầm thường. Chẳng lẽ "Thông tầm thường" lại có thể là một cái tên? Tôi có đùa chút với vài cô gái và họ bảo là "Gỗ Na Uy" thì nghe tốt hơn. Đấy là ý nghĩ của tôi còn thực sự John không có chút gì nghĩ như vậy. Cô ấy rủ anh ta tới phòng vậy mà cô ta lại nói: "Tốt hơn là anh cứ ngủ trong phòng tắm.", vậy là anh ta nghĩ tới việc đốt cả căn nhà gỗ Na Uy kia để trả thù. Thế giới của người con trai luôn luôn có sự tức giận và cả mong muốn trả thù... Ý tôi là tôi sẽ đốt sạch chỗ đó."
Đã từng có rất nhiều phỏng đoán về đối tượng thực sự mà Lennon viết. Người bạn thân Pete Shotton cho rằng đó là một nhà báo từng cộng tác với ban nhạc, rất có thể đó là Maureen Cleave (cho dù Cleave từng khẳng định cô không có tình cảm với Lennon), trong khi Philip Norman thì lại nói đó có thể là siêu mẫu Sonny Drane, người vợ đầu của nhiếp ảnh gia của The Beatles, Robert Freeman.

## Cấu trúc
Ca khúc được viết ở giọng Mi trưởng và là một trong số những ca khúc hiếm hoi của The Beatles được sáng tác theo nhịp walzt. Ở những bản thu thử đầu tiên, như trong Anthology 2, ca khúc được viết ở giọng Rê trưởng. Ca khúc được bắt đầu với hợp âm I (E) với phần hát ở giọng B tự nhiên (ở từ "I") theo 5 bậc của âm giai Mixolidian. Ca khúc sau đó chuyển sang giọng D (bậc 7 trong âm giai Mixolidian) với hợp âm (Dadd9) ở các từ "she" và "once", rồi trở lại C# với từ "had", cùng với đó là hòa âm (E), để quay lại với đoạn double entendre ở giọng (B) với từ "me" (đúng 1 quãng 8 kể từ giọng B mở đầu với từ "I"). Suốt đoạn chuyển giọng trên, bass tham gia vào quá trình hòa âm theo hợp âm (E). Đoạn nối (viết ở giọng Em) bắt đầu từ câu "She asked me" rồi chuyển sang hợp âm IV (A) ở từ "where", rồi quay lại i (Em) at "looked" trước khi đoạn nối quay lại đoạn vào chính với đoạn chuyển giọng ii7 (F#m7)- V (B), kết thúc với hợp âm E ban đầu ở "I sat on a rug".

## Thu âm
George Harrison, sau khi nghe bản nháp của bài hát quyết định dùng đàn sitar thay cho guitar để làm lead cho giai điệu. Đó là ảnh hưởng của Ravi Shankar đối với Harrison trong quá trình thu âm Rubber Soul khiến anh hoàn toàn chuyển sang việc thu nạp ảnh hưởng phương Đông. Anh nói:
| “ | Trong quá trình thu âm album Help!, có vài nghệ sĩ Ấn Độ đã chơi nhạc trong một hoạt cảnh tại nhà hàng và tôi bị mê đắm bởi sitar từ đó. Ngay trong năm đó, có lẽ là về cuối năm, tôi bắt đầu quan tâm tới Ravi Shankar... Vậy nên tôi ra ngoài và mua lấy vài đĩa, và nó là vậy đấy. Tôi thấy thật thân thuộc khi nghe nhạc này. Vào khoảng thời gian này có lẽ tôi đã mua chiếc sitar đầu tiên. Đó chỉ là một chiếc rẻ tiền mà tôi tìm thấy ở một cửa hàng Ấn Độ tại London. Nó bị vứt chỏng chơ. Thực sự tôi cũng chẳng biết chơi nó thế nào. Khi chúng tôi bắt đầu với "Norwegian Wood", nó cần một thứ gì đó, và kiểu rất ngẫu nhiên, như là tôi nhớ vậy. Tôi cầm chiếc sitar lên, chơi vài nốt. Tất cả chúng tôi đều thấy hưng phấn, lựa chọn nó và nó đã trở thành điểm sáng của ca khúc. | ” |

## Thành phần tham gia sản xuất
Theo Ian McDonald:
- John Lennon – hát chính, guitar acoustic.
- George Harrison – sitar.
- Paul McCartney – bass, hát bè.
- Ringo Starr – sắc-xô, maracas, chuông tay.

## Đánh giá
Ca khúc này được cây viết sử Mark Lewisohn bình luận "một sản phẩm thuần chất Lennon... một trong những ca khúc pop hay nhất từng được thu âm vào lúc đó". Nhà phê bình Richie Unterberger cũng viết "không nghi ngờ rằng đây là phần ca từ hay nhất mà The Beatles từng viết giữa làn sóng folk rock". Năm 2004, "Norwegian Wood" được tạp chí Rolling Stone xếp hạng 83 trong danh sách "500 bài hát vĩ đại nhất".
Rất nhiều nghệ sĩ đã từng hát lại ca khúc này, trong đó có Sergio Mendes, Herbie Hancock, Herbie Mann, Count Basie, Waylon Jennings, Hank Williams Jr., P.M. Dawn, Tangerine Dream, Arjen Anthony Lucassen, Jan & Dean, Buddy Rich và José Feliciano. Ban nhạc Cornershop thậm chí từng thu ca khúc này theo tiếng Punjab trong album When I Was Born for the 7th Time của họ.
Bài hát được nhà văn nổi tiếng người Nhật Bản, Haruki Murakami, thừa nhận là cảm hứng cho ông viết cuốn tiểu thuyết cùng tên. Cuốn tiểu thuyết này được chuyển thể thành phim vào năm 2010 và cũng lấy "Norwegian Wood" làm ca khúc chủ đề.